# Ommatius singlensis
Ommatius singlensis är en tvåvingeart som beskrevs av H. Oldroyd 1975. Ommatius singlensis ingår i släktet Ommatius och familjen rovflugor. Inga underarter finns listade i Catalogue of Life.